# الیکو
الیکو (به لاتین: Aliko) یک منطقهٔ مسکونی در آلبانی است که در شهرستان ولوره واقع شده‌است.

## خصوصیات
الیکو ۲٬۶۳۸ نفر جمعیت دارد.